# Lijst van Eerste Kamerleden voor de Christelijk-Historische Partij
Een overzicht van alle Eerste Kamerleden voor de Christelijk-Historische Partij (CHP).
| Eerste Kamerlid                     | Begindatum   | Einddatum        |
| ----------------------------------- | ------------ | ---------------- |
| K.A. Godin de Beaufort              | 23 juli 1904 | 8 juli 1908      |
| J.P. Havelaar                       | 23 juli 1904 | 8 juli 1908      |
| C.W. van Limburg Stirum             | 23 juli 1904 | 28 augustus 1905 |
| J.E.N. Schimmelpenninck van der Oye | 23 juli 1904 | 8 juli 1908      |
| J.D. van Wassenaer                  | 23 juli 1904 | 8 juli 1908      |